# Annabelle Moore
Annabella Whitford, conhecida artisticamente como Annabelle Moore (Chicago, Illinois, 6 de julho de 1878 - 29 de novembro de 1961), por vezes também creditada como Peerless Annabelle ou somente Annabelle, foi uma dançarina e atriz estadunidense bastante popular no final do século XIX, que apareceu em vários dos primeiros filmes mudos, na década de 1890, além de uma importante carreira no teatro.

## Vida e Carreira

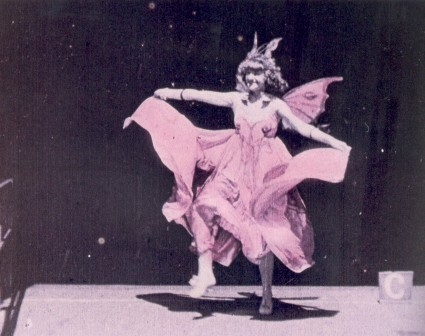
Annabelle Moore em cena de Annabelle Butterfly Dance (1894)

Annabelle Whitford nasceu em Chicago, em 1878. Fez sua estreia nos palcos em 1893, aos 15 anos, dançando na World's Columbian Exposition, em sua cidade natal. Mais tarde, mudou-se para a cidade de Nova York, onde atuou em vários filmes para o Edison Studios e em apresentações da Broadway. 
Annabelle foi muito popular em sua juventude. A venda de seus filmes foi impulsionada ainda mais em dezembro de 1896, quando foi revelado que ela havia sido abordada para aparecer nua em um jantar privado no restaurante Sherry's. É considerada uma das pioneiras do erotismo no cinema.
Casou-se com Edward James Buchan em 1910, e estiveram juntos até a morte dele em 1958.
Embora fosse muito popular antes de seu casamento, Annabelle morreu na pobreza em 1961.